# Milica Nikolić
Milica Nikolić (7 novembre 1994) è una judoka serba.

## Palmarès
- Campionati europei

Tel Aviv 2018: bronzo nei 48kg.
- Campionati europei under 23

Bratislava 2015: oro nei 48kg;
Tel Aviv 2016: oro nei 48kg.

### Vittorie nel circuito IJF
| Data              | Località | Paese   | Categoria |
| ----------------- | -------- | ------- | --------- |
| 23 settembre 2016 | Zagabria | Croazia | Gran Prix |